# 矢口渡駅
矢口渡駅（やぐちのわたしえき）は、東京都大田区多摩川一丁目にある、東急電鉄東急多摩川線の駅である。駅番号はTM06。

## 歴史

### 年表
- 1923年（大正12年）11月1日：目黒蒲田電鉄の矢口駅（やぐちえき）として開設[1]。
- 1930年（昭和5年）5月21日：矢口渡駅（やぐちのわたしえき）へ改称[1]。
- 2000年（平成12年）8月6日：目蒲線が東急多摩川線と目黒線へ分割、東急多摩川線の駅となる[2][3]。

### 駅名の由来
1949年（昭和24年）まで当駅近くに存在した多摩川の渡し船の1つ、「矢口の渡し」に由来する。

## 駅構造
相対式ホーム2面2線を有する地上駅。上下線で駅舎・改札は別となっており、改札内のホーム間の行き来は不可。化粧室は、2番線多摩川方面行ホーム側にあり、多機能トイレも併設されている。かつて駅舎と改札口は多摩川方面ホーム側にしかなく、両ホームは構内踏切で連絡していた。

### のりば
| 番線 | 路線         | 方向 | 行先               |
| ---- | ------------ | ---- | ------------------ |
| 1    | 東急多摩川線 | 下り | 蒲田方面           |
| 2    | 東急多摩川線 | 上り | 下丸子・多摩川方面 |

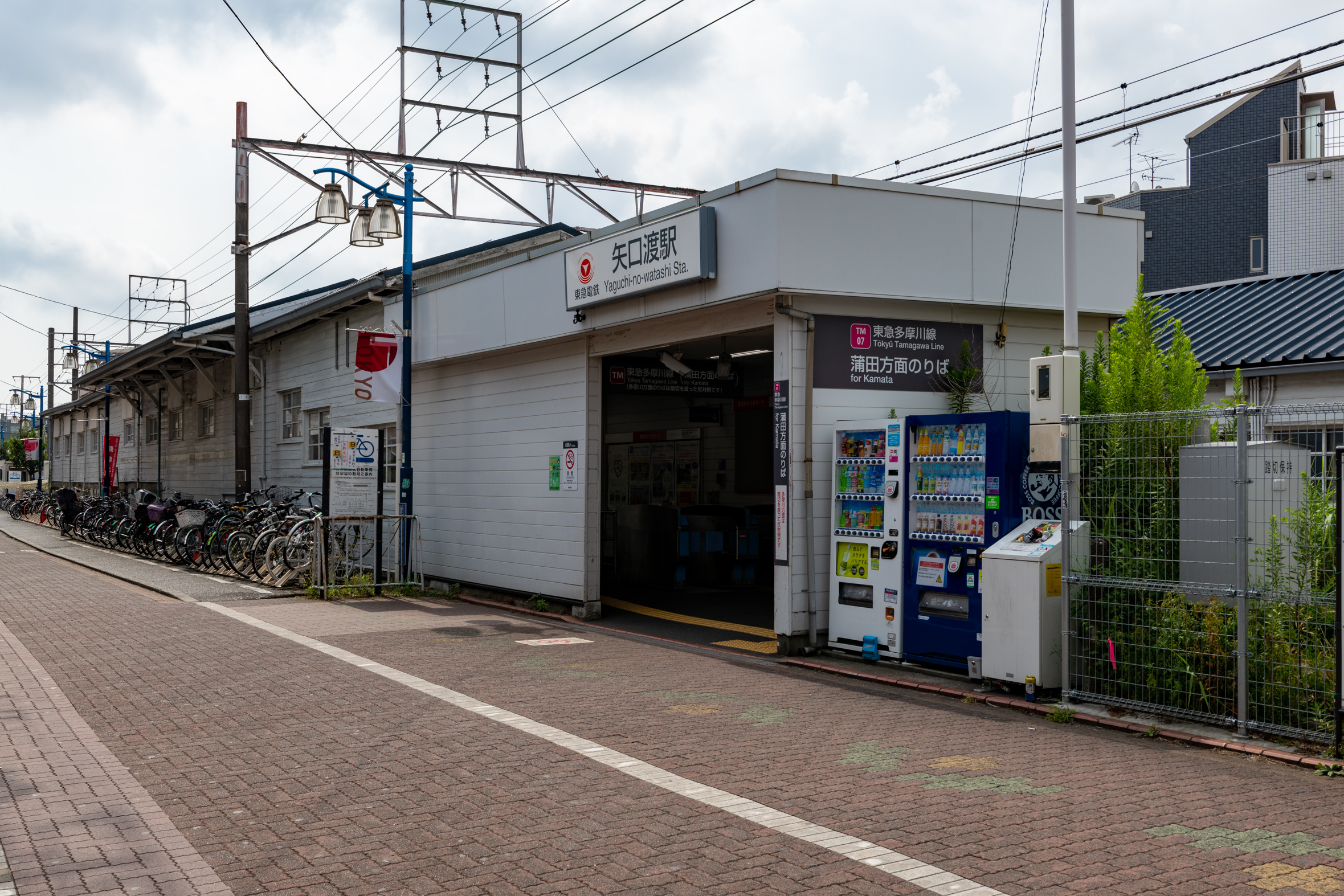
蒲田方面出入口 （2021年8月）
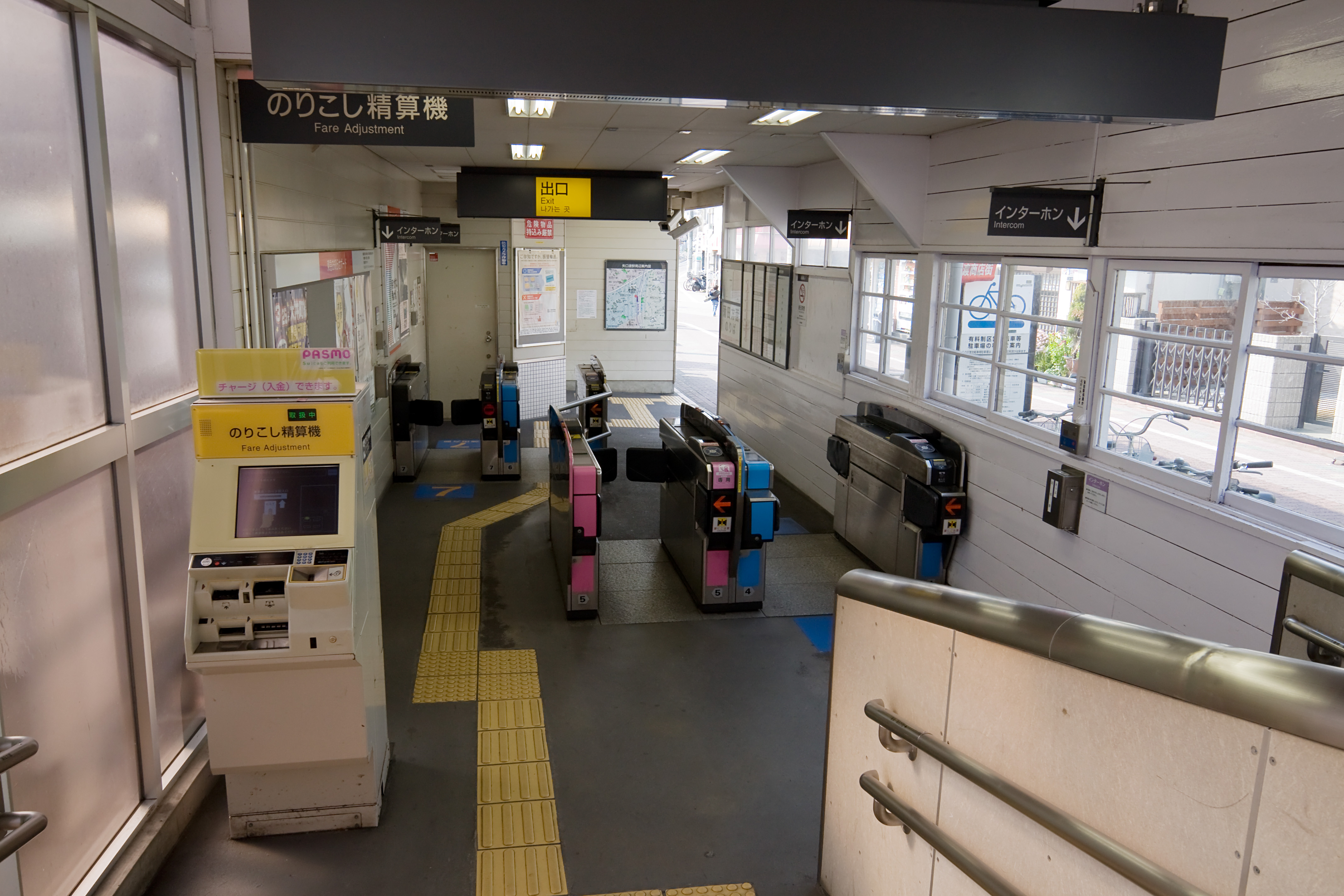
蒲田方面ホーム改札 （2010年3月）
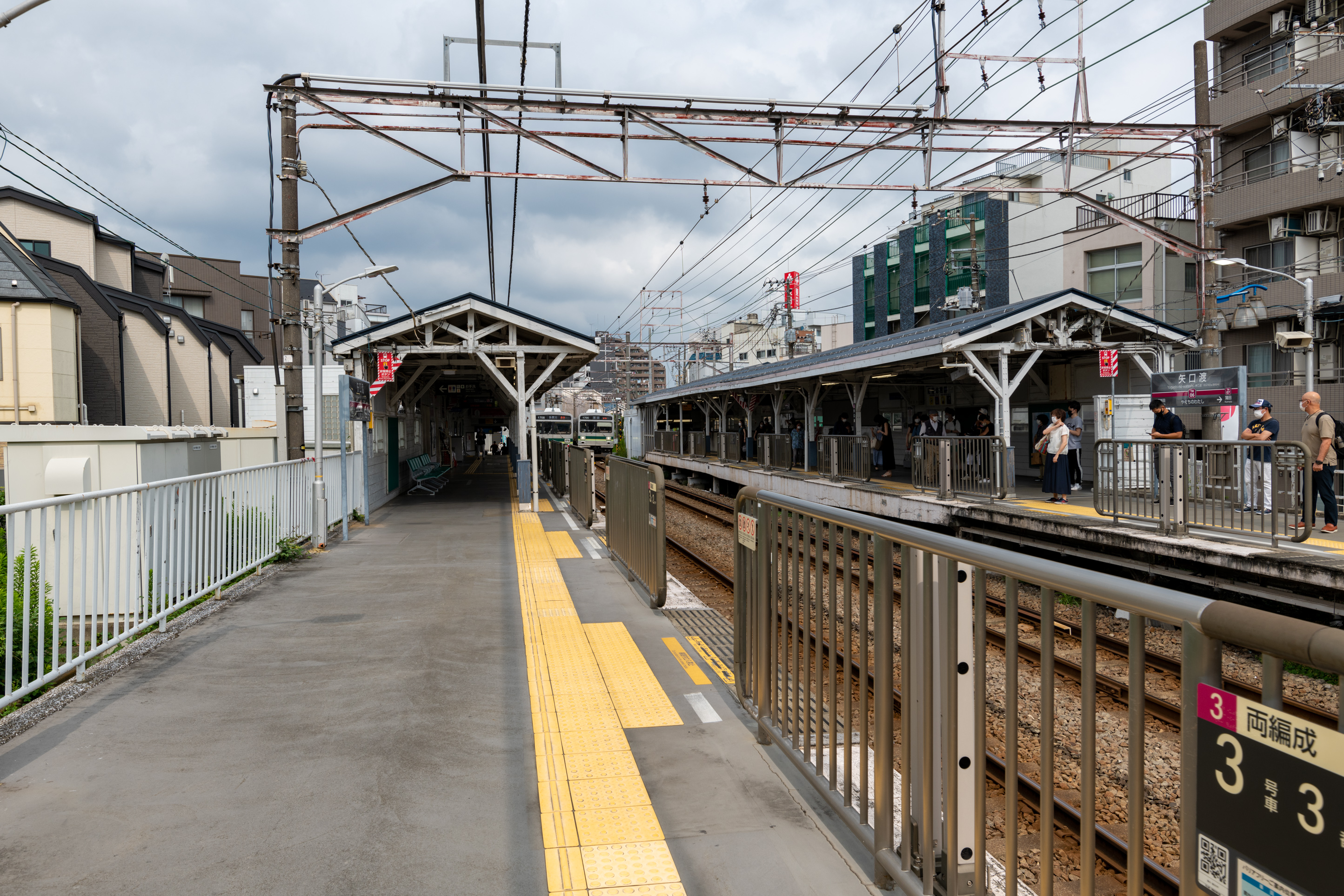
ホーム （2021年8月）

## 利用状況
2024年度（令和6年度）の1日平均乗降人員は25,506人である。
近年の1日平均乗降・乗車人員の推移は以下の通り。
| 年度               | 1日平均 乗降人員 | 1日平均 乗車人員 | 出典     |
| ------------------ | ---------------- | ---------------- | -------- |
| 1990年（平成02年） |                  | 13,060           | [ * 1 ]  |
| 1991年（平成03年） |                  | 13,328           | [ * 2 ]  |
| 1992年（平成04年） |                  | 13,236           | [ * 3 ]  |
| 1993年（平成05年） |                  | 13,203           | [ * 4 ]  |
| 1994年（平成06年） |                  | 12,816           | [ * 5 ]  |
| 1995年（平成07年） |                  | 12,699           | [ * 6 ]  |
| 1996年（平成08年） |                  | 12,688           | [ * 7 ]  |
| 1997年（平成09年） |                  | 12,896           | [ * 8 ]  |
| 1998年（平成10年） |                  | 12,578           | [ * 9 ]  |
| 1999年（平成11年） |                  | 12,183           | [ * 10 ] |
| 2000年（平成12年） |                  | 11,995           | [ * 11 ] |
| 2001年（平成13年） |                  | 11,759           | [ * 12 ] |
| 2002年（平成14年） | 22,725           | 11,493           | [ * 13 ] |
| 2003年（平成15年） | 22,452           | 11,344           | [ * 14 ] |
| 2004年（平成16年） | 22,904           | 11,603           | [ * 15 ] |
| 2005年（平成17年） | 22,522           | 11,424           | [ * 16 ] |
| 2006年（平成18年） | 22,412           | 11,367           | [ * 17 ] |
| 2007年（平成19年） | 22,758           | 11,571           | [ * 18 ] |
| 2008年（平成20年） | 22,849           | 11,616           | [ * 19 ] |
| 2009年（平成21年） | 22,756           | 11,556           | [ * 20 ] |
| 2010年（平成22年） | 22,836           | 11,597           | [ * 21 ] |
| 2011年（平成23年） | 22,927           | 11,650           | [ * 22 ] |
| 2012年（平成24年） | 23,318           | 11,863           | [ * 23 ] |
| 2013年（平成25年） | 24,006           | 12,197           | [ * 24 ] |
| 2014年（平成26年） | 23,683           | 12,038           | [ * 25 ] |
| 2015年（平成27年） | 24,076           | 12,235           | [ * 26 ] |
| 2016年（平成28年） | 24,549           | 12,471           | [ * 27 ] |
| 2017年（平成29年） | 25,541           | 12,962           | [ * 28 ] |
| 2018年（平成30年） | 25,908           | 13,156           | [ * 29 ] |
| 2019年（令和元年） | 25,588           | 12,981           | [ * 30 ] |
| 2020年（令和02年） | 20,029           |                  |          |
| 2021年（令和03年） | 21,789           |                  |          |
| 2022年（令和04年） | 23,255           |                  |          |
| 2023年（令和05年） | 24,574           |                  |          |
| 2024年（令和06年） | 25,506           |                  |          |

## 駅周辺

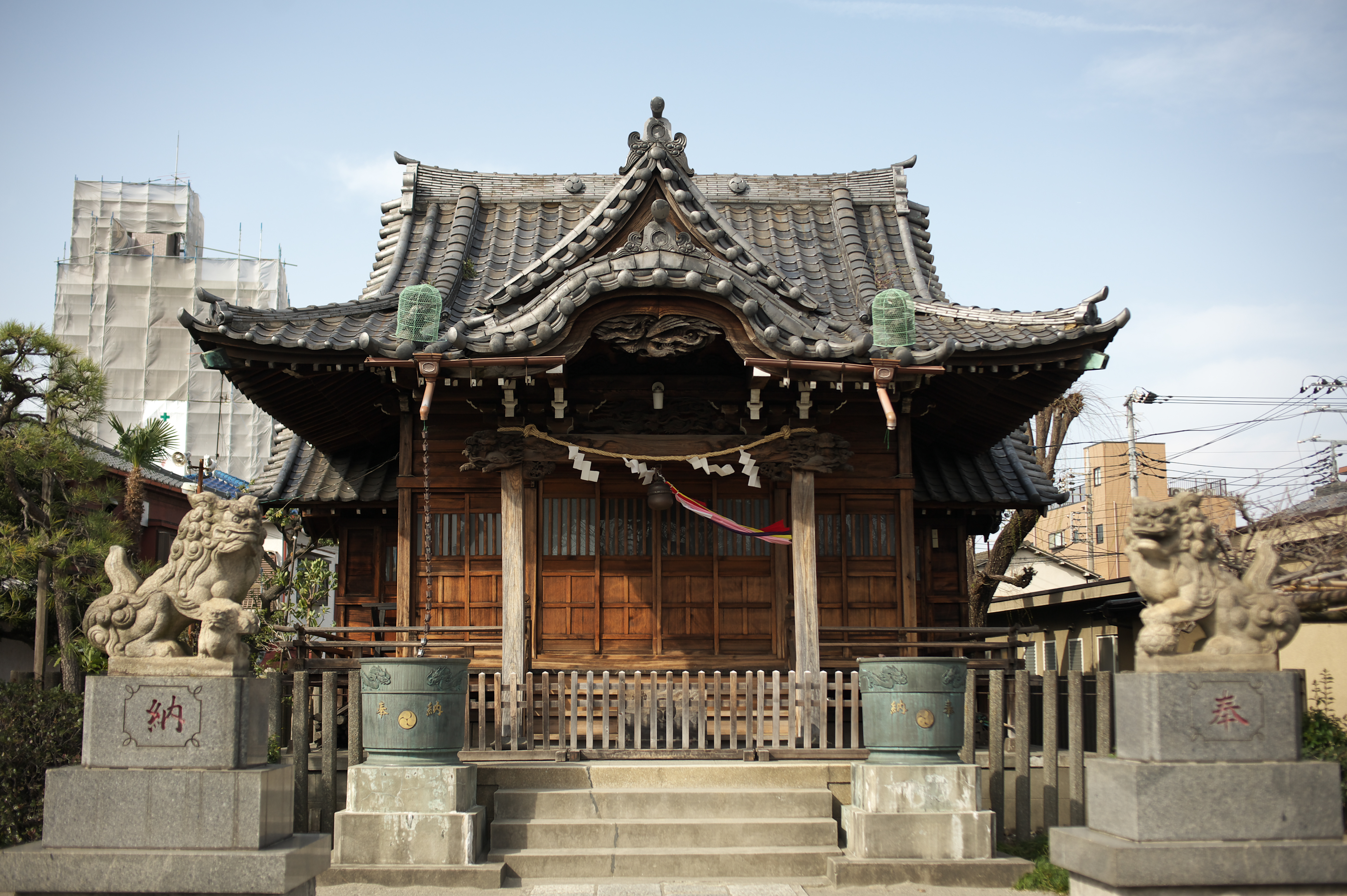
安方神社（2010年3月）

- 国道1号（第二京浜）
- 東京都道311号環状八号線
- 多摩川大橋
- 矢口消防署
- 日本体育大学荏原高等学校
- 大田区立矢口小学校
- 蒲田安方郵便局
- 大田矢口三郵便局
- 智山派遍照院
- 安方神社
- 西友
- 矢口の渡商店街
- 安方商店街

## バス路線
東急バスにより運行されている。
矢口渡
- 蒲12 田園調布駅行 / 蒲田駅行

矢口小学校
- 反01 川崎駅ラゾーナ広場行 / 荏原営業所・五反田駅行

多摩川大橋
- 反01 川崎駅ラゾーナ広場行 / 荏原営業所・五反田駅行

## その他
- 漫画家・矢口高雄のペンネームは昔、当駅を最寄とするアパートに住んでいたことを由来とする[10]。因みに名付け親は梶原一騎であった。
- かつて、ゲームメーカーのナムコ（法人としては現在のバンダイナムコアミューズメント）が矢口渡駅近隣に本社を置いており[注釈 1]、自社キャラクターをイラストに添えた周辺地図を駅前に設置していた事があった。
- 過去に日本テレビ系列で放送されていたドラマ「平成夫婦茶碗」のエンディングのロケ地として駅周辺が使用されたことがあった。

## 隣の駅
東急電鉄
 東急多摩川線
武蔵新田駅（TM05） - 矢口渡駅（TM06） - 蒲田駅（TM07）
なお、1946年（昭和21年）まで矢口渡駅 - 蒲田駅間に道塚駅が存在した。